# Doritos

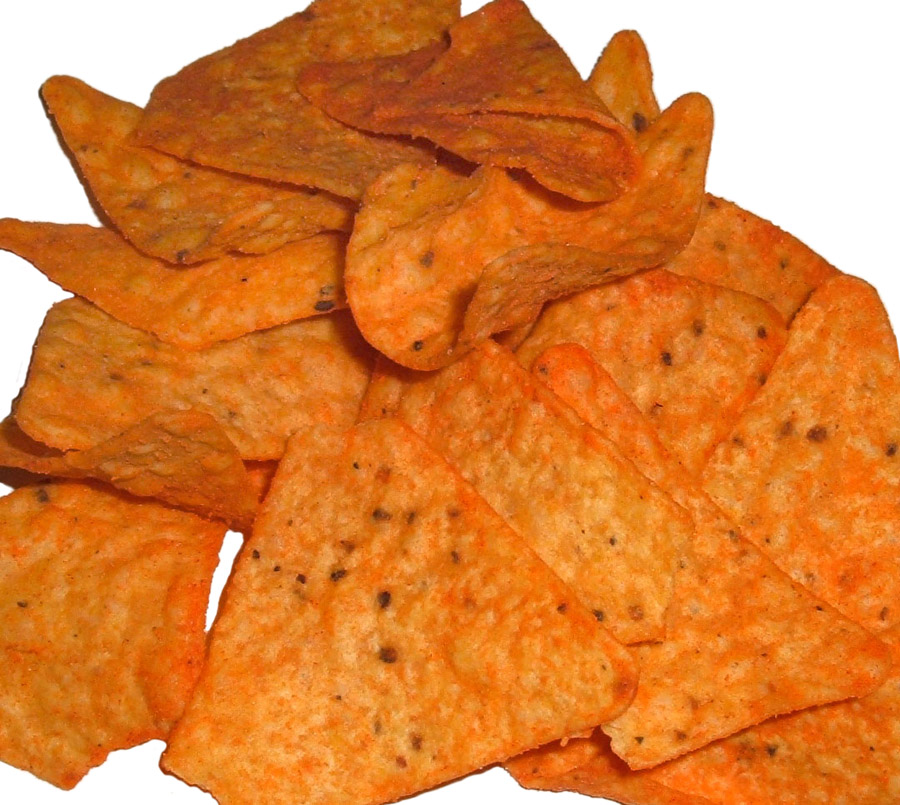
Doritos "Nacho Cheese" tortilla chips.

Doritos är majschips som sedan 1964 produceras av det amerikanska företaget Frito-Lay (som ägs av PepsiCo).
Doritos är ett av de populäraste taco-snacksen i USA. Doritos finns bland till exempel i smakerna "Nacho Cheese" "Sweet Chili Pepper" "Loaded" och "Cool Ranch" (Cool American i de flesta delarna av Europa)
Doritos slogan är sedan 2013 ”For the bold”.
Doritos hade först bara en smak, Toasted Corn, som var vanliga saltade tortillachips. 1967 kom den andra smaken, smaken Taco. Smaken Nacho Cheese kom inte förrän 1972 och blev en stor hit. 1986 kom smaken Cool Ranch.